# يوجين ريتر فون شوبرت
يوجين سيغفريد إريك ريتر فون شوبرت (13 مارس 1883 - 12 سبتمبر 1941) جنرالًا ألمانيًا خلال الحرب العالمية الثانية. قاد الجيش الحادي عشر خلال عملية بربروسا، غزو الاتحاد السوفيتي. توفي شوبرت عندما تحطمت طائرة المراقبة الخاصة به في حقل ألغام سوفيتي.

## حياته
ولد باسم Eugen Schobert في فورتسبورغ في مملكة بافاريا، وهي دولة عضو في الإمبراطورية الألمانية. كان ابن الرائد كارل شوبرت وآنا ني ميخائيلي. أنضم شوبرت إلى الجيش البافاري الملكي في يوليو 1902. خدم في المقام الأول في فوج المشاة البافاري الأول «كونيج» وخضع لتدريب كطيار في عام 1911.

## الحرب العالمية الثانية والموت
في سبتمبر 1939، قاد شوبرت فيلقه السابع في غزو بولندا كجزء من احتياطي مجموعة الجيوش الجنوبية. في مايو - يونيو 1940، شارك فيلقه، وهو جزء من الجيش السادس عشر لمجموعة الجيوش أ من مجموعة أرنست بوش، في غزو بلجيكا ولوكسمبورج ومعركة فرنسا. حصل على وسام الفارس الصليبي الحديدي لقيادته الفيلق السابع في اختراق خط ماجينوت وأسر نانسي وتول. بقي في قيادة الفيلق أثناء الاستعدادات لغزو بريطانيا العظمى.
في سبتمبر 1940، تم منح شوبرت قيادة الجيش الحادي عشر. تم تعيين مجموعة الجيوش الجنوبية لعملية بربروسا، غزو الاتحاد السوفيتي. خلال العمليات القتالية في جنوب الاتحاد السوفيتي، قتل شوبرت عندما تحطمت طائرة المراقبة فيزلر ستورش في حقل ألغام سوفيتي. كتب مراسل الحرب الألماني، ليو ليكسنر، سيرة شوبيرت.

## عائلة
تزوج شوبرت أليس ريدر-غولويتزر في عام 1921. كان لديهم ثلاثة أطفال: ولدان وابنة. قُتل ابنه الأصغر في القتال عام 1944 أثناء خدمته كطيار مقاتل في سلاح الجو النازي لوفتفافه.

## الأوسمة
- وسام الفارس الصليبي الحديدي في 29 يونيو 1940 كجنرال دير إنفانتري والقائد العام للفرقة السابعة. ارميكوربس [4]

### اقتباسات
1. 1 2  Virtuti Pro Patria, 404
2. ↑  Generaloberst Eugen Ritter von Schobert; Lebensbild eines deutschen Armeeführers by Leo Leixner. 4 editions published in 1942 in German and held by 13 WorldCat member libraries worldwide
3. ↑  Virtuti Pro Patria, 404-5
4. ↑  Fellgiebel 2000, p. 386.